# У клинчу
У клинчу је српска телевизијска серија коју су створили Милош Аврамовић и Аљоша Ћеранић за РТС 1. Премијера је емитована 29. августа 2022.

## Радња
Двадесетогодишњи младић Аљоша Ковач на животној прекретници покушава да балансира између очекивања свог оца Веље, амбиција своје мајке Мире, властитих тешко остваривих амбиција и љубави којој се ближи неизбежни крај.

## Улоге

### Главне
| Глумац             | Улога             |
| ------------------ | ----------------- |
| Михајло Веруoвић   | Аљоша Ковач       |
| Никола Којо        | Веља Ковач        |
| Бранка Катић       | Мира Ковач        |
| Анита Огњановић    | Милица Ковач      |
| Ђорђе Мишина       | Филип Антонијевић |
| Светлана Бојковић  | Анка              |
| Матија Илић        | Симке             |
| Марина Павловић    | Искра             |
| Сергеј Трифуновић  | Тома              |
| Ивана Зечевић      | Вања Антонијевић  |
| Небојша Дугалић    | Јаков Антонијевић |
| Теодор Винчић      | Mаки домац        |
| Милош Петровић     | Тадија            |
| Теодора Драгићевић | Теа               |
| Филип Станковски   | Поп               |
| Владан Гајовић     | Јован Петровић    |
| Ања Мандић         | Марија Петровић   |
| Борка Томовић      | Луна              |
| Марта Богосављевић | Хани              |
| Бранко Перишић     | Деки Кента        |
| Миодраг Радоњић    | Алехандро/Наћо    |
| Бојана Грегорић    | Џули              |

### Споредне
| Глумац                     | Улога                       |
| -------------------------- | --------------------------- |
| Славиша Чуровић            | Кримос Гига                 |
| Стефан Бундало             | Фешн маца                   |
| Драган Мићановић           | Мита Топаловић              |
| Тијана Чуровић             | Александра                  |
| Никола Тодоровић           | Ђоле                        |
| Љубомир Николић            | Боле                        |
| Данило Никитовић           | кримос                      |
| Златија Оцокољић           | професорка глуме            |
| Бојан Жировић              | професор музичке продукције |
| Иван Ђорђевић              | професор Пајић              |
| Филип Хајдуковић           | Дуле менаџер                |
| Кристина Ризовска          | редитељка                   |
| Предраг Бјелац             | архитекта Хаџи Поповић      |
| Слободан Ћустић            | секретар савеза             |
| Јована Маровић             | Виолета                     |
| Игор Ангелов               | менаџер Кирил               |
| Милорад Капор              | адвокат Кочић               |
| Растко Мићић               | Баре                        |
| Нађа Секулић               | Драгица                     |
| Маја Илић                  | агентица за некретнине      |
| Саша Ђорђевић              | инспектор                   |
| Мирко Влаховић             | Благоје                     |
| Јово Максић                | Раде                        |
| Наташа Марковић            | Љиљана                      |
| Мило Лекић                 | Момо                        |
| Марко Миљковић             | Цврле                       |
| Снежана Џоговић            | Искрина колегиница са класе |
| Невена Неранџић            | Мани Бани                   |
| Милош Влалукин             | извођач радова              |
| Златан Видовић             | Мишел                       |
| Јован Крстић               | портир                      |
| Владимир Јанковић          | продавац инструмената       |
| Владимир Керкез            | професор математике         |
| Маја Обрадовић             | репортерка                  |
| Марија Петковић            | судија бокс меча            |
| Ирфан Менсур               | Нино Аргентино              |
| Драган Весић               | Рекс                        |
| Коста Илић                 | асистент режије             |
| Владан Јаковљевић          | порезник                    |
| Никола Мијатовић           | програмер                   |
| Давор Перуновић            | тим лидер - ИТ група        |
| Марта Кљајић               | Мирина запослена            |
| Весна Цветковић            | Мирина радница              |
| Данила Савић               | студенткиња репортерка      |
| Сања Ристић                | Ирена Хаџипоповић           |
| Владимир Стојковић         | таксиста                    |
| Милош Милаковић            | порески инспектор           |
| Немања Ћеранић             | Терзић                      |
| Ненад Поповић              | Симкетов програмер          |
| Јован Јовановић            | продуцент рекламе           |
| Јована Стипић              | Глорија                     |
| Марко Кон                  | Зека водитељ                |
| Петар Милићевић            | гост Зекине емисије         |
| Ивана Велиновић            | организатор Зекине емисије  |
| Мило Лекић                 | продавац аутомобила/Момо    |
| Урош Здјелар               | порески инспектор           |
| Немања Јаничић             | конобар ресторана Кутузов   |
| Јакша Прпић                | Влада                       |
| Марио Јелић Кун            | 2Бона                       |
| Антонио Стојановски Тонито | 2Бона                       |
| Игор Панић Нући            | Нући                        |
| Невена Станисављевић       | Шанкерица Ана               |

## Епизоде
| Сезона | Сезона | Епизоде | Епизоде | Оригинално емитовање | Оригинално емитовање |
| Сезона | Сезона | Епизоде | Епизоде | Премијера            | Финале               |
| ------ | ------ | ------- | ------- | -------------------- | -------------------- |
|        | 1.     | 30      | 30      | 29. август 2022.     | 10. октобар 2022.    |
|        | 2.     | 30      | 30      | 30. март 2023.       | 15. мај 2023.        |
|        | 3.     | 30      | 30      | 8. април 2024.       | 20. мај 2024.        |